# Emine Erdoğan
Emine Erdoğan [emine ˈæɾdoan] (Istanboel, 21 februari 1955) is de vrouw van president Recep Tayyip Erdoğan en first lady van Turkije.

## Biografie

### Jonge jaren
Emine Erdoğan werd geboren als vijfde (en laatste) kind en enige dochter van Cemal en Hayriye Gülbaran in Üsküdar (Istanboel). Haar familie komt oorspronkelijk uit de zuidoostelijke provincie Siirt en is van Turks-Arabische afkomst.

### Familie
Recep Tayyip Erdoğan en Emine Gülbaran trouwden op 4 februari 1978. Het echtpaar heeft vier kinderen: zonen Ahmet Burak en Necmettin Bilal en dochters Esra en Sümeyye.